# Trachystoma
Trachystoma là chi thực vật có hoa trong họ Cải.